# Grudzyny

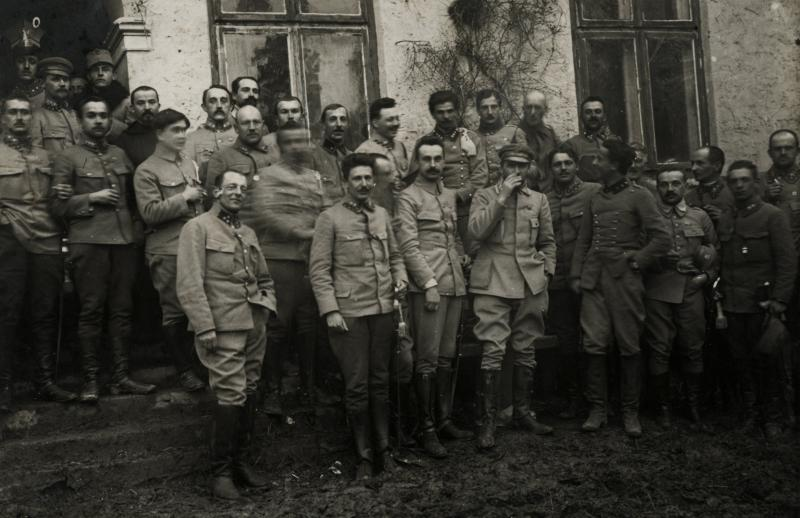
Józef Piłsudski w otoczeniu legionistów w Grudzynach nad Nidą w dniu swoich imienin, 19 marca 1914 r.

Grudzyny – wieś sołecka w Polsce położona w województwie świętokrzyskim, w powiecie jędrzejowskim, w gminie Imielno.
W latach 1975–1998 miejscowość administracyjnie należała do województwa kieleckiego.

## Części wsi
| SIMC    | Nazwa  | Rodzaj     |
| ------- | ------ | ---------- |
| 0239505 | Wrzosy | przysiółek |

## Historia
Historia wsi sięga XIII wieku. Kodeks Dyplomatyczny Cystersów Mogilskich z 1236 roku wymienia Zdzisława z Grudzyny jako świadka w sporach o prebendy. Tenże Zdzisław w 1243 roku był stolnikiem krakowskim z rodu Kuropatwów pieczętujący się herbem Szreniawa. Do rodu Kuropatwów wieś należy do schyłku XV wieku, potem przechodzi do Dembińskich herbu Rawicz, a następnie Oraczewskich – w roku 1624.
Według ksiąg poborowych z 1681, wieś kościelna „Grudzina” miała w dwóch działach, Oraczowskiego i Kmity, 13 łanów kmiecych, 6 zagrodników bez roli, 1 czynszownika 8 komorników z bydłem i 9 komorników bez bydła.
W wieku XIX Grudzyny opisano jako, wieś i folwark w powiecie jędrzejowskim, gminie Mierzwin, parafii własnej.
Według spisu z r. 1827 było tu 15 domów i 85 mieszkańców.
Folwark Grudzyny z attynecją „Regałów” i „Kępiołka”, posiadał rozległość 783 mórg, posiadał budynków murowanych 3, drewnianych 5.
Wieś folwarczna Grudzyny osad 18, z gruntem mórg 81.
W r. 1852 ma miejsce konfiskata Grudzyn a to na skutek udziału w powstaniu Stanisława Szamoty ówczesnego właściciela. W roku 1855, odkupuje wieś na licytacji jego żona Teodozja z Gołuchowskich i tegoż samego roku sprzedaje Eulegiuszowi Zakrzewskiemu. W roku 1859 nabywa ją Nestor Koszutski. W latach 30. XX wieku właścicielami ośrodka dworskiego była rodzina Zubrzyckich.
Wiosną 1914 r. w Grudzynach stacjonował Józef Piłsudski ze swoimi legionistami i tu świętowano jego urodziny 19 marca 1914 r.
Kościół i parafia
W roku 1365 Bodzanta biskup krakowski dziesięciny z Opatkowic i Zegartowic „prope Grodzynam”, nadaje altarii pw. św. Macieja apostoła w katedrze krakowskiej (Kodeks katedry krakowskiej t.I, s.261)
Według opisu Długosza kościół parafialny istniał tu już w połowie XV w. Długosz L.B t.I, s. 238.
zakrystii kościoła w Mierzwinie znajdował się kielich darowany roku 1645 kościołowi w Grudzyniu, przez Jana z Solcy Soleckiego.
Tu był pierwotny kościół parafialny parafii Mierzwin.
Parafia Grudzyny dekanatu jędrzejowskiego liczyła 1897 dusz.

## Zabytki
- Zespół dworski (dwór i park) z II poł. XIX w., wpisany do rejestru zabytków nieruchomych (nr rej.: A.88/1-2 z 6.12.1957 i z 26.04.1977)[14].